# William Henry Harrison
William Henry Harrison (Condado de Charles City, Colonia de Virginia, Reino Unido; 9 de febrero de 1773-Washington D. C., 4 de abril de 1841) fue un político y militar estadounidense, que ejerció como 9.º presidente de los Estados Unidos (1841), siendo el primero en morir en el cargo. Harrison murió de neumonía un mes después de acceder al cargo, finalizando así el mandato presidencial más corto en la historia de los Estados Unidos. Su muerte desató una corta crisis constitucional, crisis que finalmente resolvió muchas dudas acerca de la sucesión presidencial que la constitución dejaba sin responder hasta la introducción de la vigesimoquinta enmienda en 1967.
Antes de ser elegido presidente, Harrison sirvió como delegado del Territorio del Noroeste al congreso, gobernador del Territorio de Indiana y como representante y senador de Ohio. Harrison ganó fama nacional por liderar las fuerzas estadounidenses en contra de los nativos americanos en la Batalla de Tippecanoe en 1811, tras la cual ganó el apodo de "Tippecanoe" (o "Viejo Tippecanoe"). Como general en la guerra de 1812, su más notable contribución fue la victoria en la Batalla del Támesis en 1813, lo que terminó con las hostilidades en la región.
Tras la guerra, Harrison se mudó a Ohio, en donde fue elegido en 1816 como representante a la cámara y en 1824 como senador. Tras servir un periodo truncado en el senado, fue designado ministro plenipotenciario para la Gran Colombia en mayo de 1828. En Santafé de Bogotá, Harrison habló con el presidente Simón Bolívar, pidiéndole adoptar una democracia al estilo estadounidense. Poco después, Harrison regresó a su granja en Ohio en donde vivió en el retiro hasta su nominación presidencial en 1836. Derrotado, se retiró nuevamente a su granja antes de ser elegido presidente en 1840, y murió en abril de 1841, treinta y dos días después de haber asumido el poder. Fue abuelo del vigésimo tercer presidente Benjamin Harrison.
Fue el último presidente en nacer antes de la firma de la Declaración de Independencia de los Estados Unidos (4 de julio de 1776).

## Biografía

### Orígenes y educación
William Henry Harrison nació el 9 de febrero de 1773, siendo el menor de los siete hijos de Benjamin Harrison V y su esposa Elizabeth (Basset). Los Harrison eran miembros de una prominente familia política que vivía en la Plantación Berkeley en el Condado de Charles City, Virginia. Harrison fue el último presidente nacido como súbdito británico antes de la independencia estadounidense. Su padre fue agricultor, delegado al Congreso Continental (1774-1777), firmante de la Declaración de Independencia en 1776 y gobernador de Virginia de 1781 a 1784. El hermano mayor de Harrison, Carter Bassett Harrison, fue miembro por Virginia de la cámara de representantes de 1793 a 1799.
En 1787, a la edad de 14, Harrison ingresó a la presbiteriana Universidad de Hampden–Sydney. Asistió hasta 1790, aprendiendo latín y francés. Fue retirado por su padre episcopal, posiblemente producto de un despertar religioso durante su paso por la universidad. Tras esto, Harrison asistió de manera breve a una academia en el Condado de Southampton; allí se involucró con cuáqueros y metodistas abolicionistas.
Furioso, su padre esclavista lo envió a Filadelfia, en donde vivió con Robert Morris. Harrison entró a la Universidad de Pensilvania en 1790, en donde estudió medicina bajo la batuta de Benjamín Rush. Harrison, tal como lo expuso en su biografía, no disfrutaba el tema. En 1791, poco después de su llegada a Filadelfia, su padre murió, dejándolo sin fondos para continuar con su educación. Con 18 años, fue dejado bajo la tutela de Morris.

### Carrera militar temprana
El gobernador Henry Lee de Virginia, amigo del padre de Harrison, supo de su situación tras la muerte de su padre y lo convenció de unirse al ejército. Menos de 24 horas después de hablar con Lee, Harrison fue comisionado como alférez del undécimo regimiento de infantería del ejército de los Estados Unidos, a la edad de 18 años. Fue asignado a Cincinnati en el Territorio del Noroeste, en donde se desarrollaba la Guerra India Noroeste.
El general Anthony Wayne asumió el comando del ejército occidental en 1792, tras una desastrosa derrota de su antiguo comandante, Arthur St. Clair. Harrison fue ascendido a teniente durante ese verano gracias su férrea disciplina, y fue ascendido nuevamente al año siguiente a ayudante de campo. Fue de Wayne que Harrison aprendió a manejar un ejército en el viejo oeste de manera exitosa. Harrison participó en la decisiva victoria de Wayne en la batalla de los Árboles Caídos en 1794, la cual llevó al fin de la Guerra India Noroeste. Tras la guerra, el Teniente Harrison fue uno de los firmantes del Tratado de Greenville en 1795, el cual permitió la colonización por parte de colonos blancos del territorio actualmente ocupado por Ohio.
Tras la muerte de su madre en 1793, Harrison heredó una porción de los bienes de la familia, incluyendo 3000 acres de tierra y varios esclavos. Aún en el ejército, Harrison vendió su terreno a su hermano.

### Matrimonio y familia
En 1795, Harrison conoció a Anna Symmes, de North Bend, Ohio. Symmes era hija del juez John Cleves Symmes, una importante figura en Ohio y antiguo representante en el Congreso de la Confederación. Cuando Harrison pidió en matrimonio a Anna, el padre de esta se la negó. Harrison esperó hasta un viaje de negocios del juez Symmes para casarse furtivamente con Anna el 25 de noviembre de 1795. Tras esto, preocupado por la capacidad de Harrison de mantener a Anna, Symmes le vendió a la joven pareja 160 acres de tierra en North Bend.
La pareja tuvo diez hijos; de estos, nueve vivieron hasta la adultez y uno murió en la infancia. Anna se encontraba constantemente con problemas de salud a lo largo del matrimonio, principalmente debido a sus múltiples embarazos. No obstante, vivió veintitrés años más que su esposo, muriendo el 25 de febrero de 1864, a los 88 años.
Se cree que Harrison tuvo otros seis hijos con Dilsia, una de sus esclavas. Cuando se presentó a las elecciones para presidente, no deseaba que hubiera «niños esclavos bastardos» cerca de él, así que entregó a cuatro de sus hijos a su hermano, quien los vendió a una plantación en Georgia. A través de esta línea familiar, Harrison es el bisabuelo del famoso activista por los derechos civiles Walter Francis White, quien fue presidente de la NAACP entre 1931 y 1955.

## Carrera política
Harrison renunció al ejército en 1797 y empezó a realizar una campaña entre sus amigos y familia para alcanzar un puesto en el gobierno del Territorio del Noroeste. Con la ayuda de su amigo cercano, el secretario de Estado Timothy Pickering, Harrison fue recomendado para reemplazar al saliente secretario del Territorio del Noroeste, asumiendo el cargo en junio de 1798 y sirviendo hasta octubre del siguiente año, tiempo en el cual actuó como gobernador encargado durante las múltiples ausencias del gobernador Arthur St. Clair.

### Miembro del Congreso

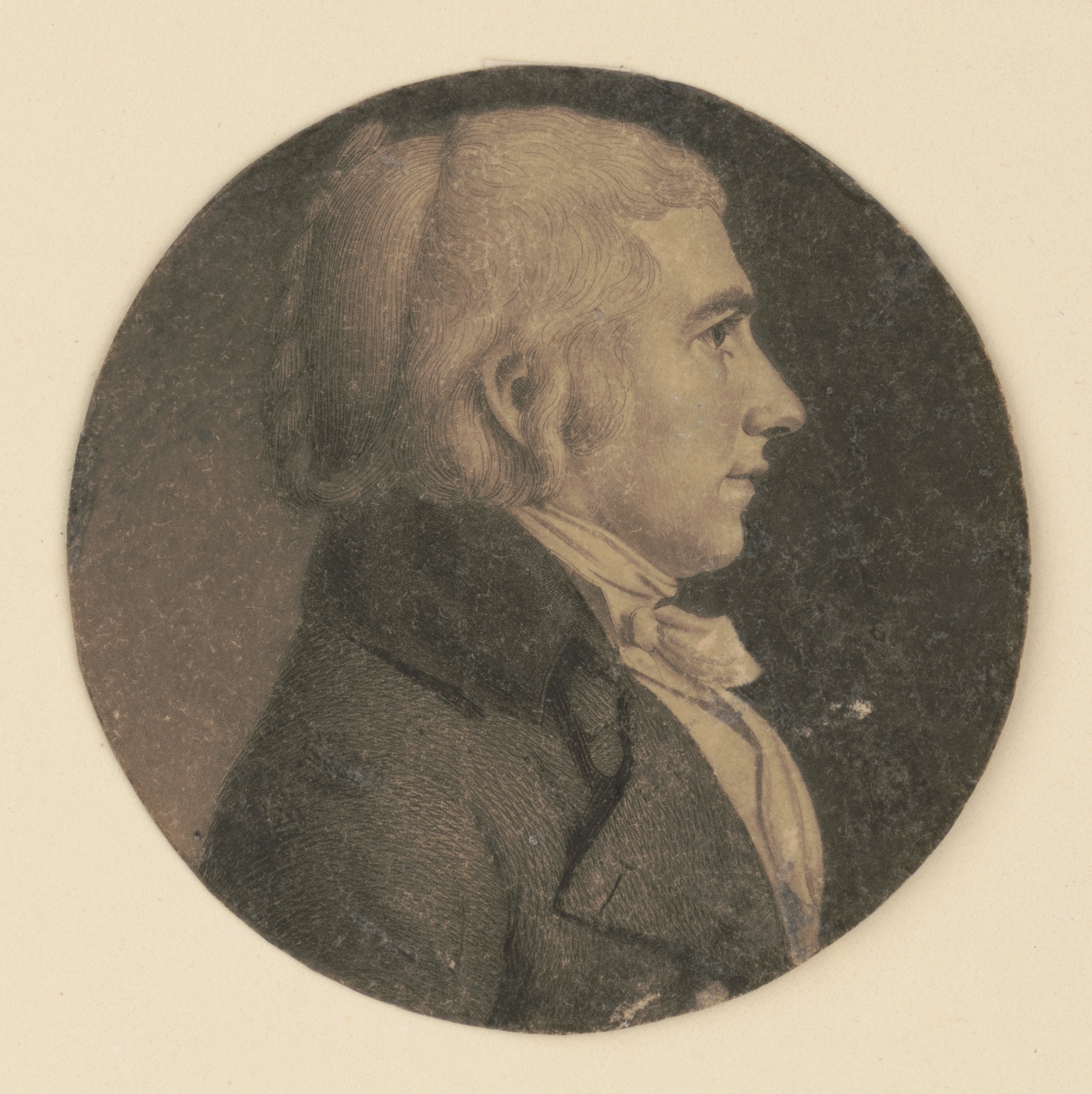
Harrison como joven parlamentario de la Cámara de Representantes a la edad de 27 años.

Harrison tenía a muchos amigos en los más altos círculos sociales del este del país, y ganó rápidamente una reputación entre ellos como líder hábil del interior aún no explorado del país. Harrison llevó a cabo una exitosa iniciativa de cría de caballos que le generó aclamación a lo largo del Territorio del Noroeste, abogando también por una reducción de los precios de la tierra, principal preocupación de los habitantes del Territorio en la época. El Congreso de los Estados Unidos había aprobado una política agraria que generaba altos costos de la tierra, política mal vista por los habitantes del Territorio. Cuando Harrison se presentó para las elecciones de congreso, hizo campaña a favor de cambiar dicha política para así promover la migración hacía el Territorio. En 1799, a los 26 años, Harrison venció al hijo de Arthur St. Clair, y fue elegido como el primer delegado en representar al Territorio del Noroeste en el Congreso. Harrison sirvió del 4 de marzo de 1799 al 14 de mayo de 1800. Como delegado de un territorio, no de un estado, no se le permitió votar en proyectos de ley, pero pudo participar en comités, presentar legislaciones y debatir.
Como delgado, Harrison promovió de manera exitosa la Ley de Tierras de 1804. Esta ley facilitaba a los colonos la compra de tierra en el Territorio del Noroeste al permitir que esta fuera vendida en pequeñas parcelas. La disponibilidad de tierra barata fue un importante factor en el crecimiento poblacional del Territorio. Harrison también sirvió en el comité que definió como dividir el Territorio del Noroeste. El comité recomendó dividir el territorio en dos segmentos, creando así los territorios de Ohio e Indiana. La recomendación fue implantada y los dos nuevos territorios fueron establecidos en 1800.
Sin informar a Harrison, el presidente John Adams lo nominó para ser gobernador del nuevo Territorio de Indiana, basado en sus afiliaciones políticas aparentemente neutras y en su conocimiento «del oeste». Harrison fue elegido por el senado para el puesto al día siguiente. Sorprendido por la decisión, Harrison aceptó la posición solo tras el compromiso de los jeffersonianos de no retirarlo de la oficina tras la victoria de estos en las siguientes elecciones. Tras esto renunció al congreso. El Territorio de Indiana comprendía los futuros estados de Indiana, Illinois, Míchigan, Wisconsin y la parte este de Minnesota.

### Gobernador
Harrison se mudó el 10 de enero de 1801 a Vincennes, la capital del recién fundado Territorio de Indiana. Allí, Harrison construyó una finca llamada Grouseland, que sirvió como centro de la vida social y política del Territorio. Como Gobernador, Harrison poseía amplios poderes incluyendo la autoridad para designar a todos los oficiales y a toda la legislatura del Territorio, y la potestad para crear nuevos distritos en el Territorio. Una de sus más importantes responsabilidades era la de obtener los títulos de las tierras de los indígenas nativos. Al obtener dichos títulos, se facilitaría la colonización de la región, incrementando la población estadounidense y permitiendo al Territorio obtener la condición de estado. Harrison tenía también razones personales para buscar la expansión del Territorio, ya que su futuro político dependía en parte al ascenso de Indiana a estado. En 1803, el presidente Thomas Jefferson autorizó a Harrison a negociar y a firmar tratados con los nativos.
Harrison supervisó el desarrollo de trece tratados a través de los cuales el Territorio compró más de sesenta millones de acres de tierra a líderes indígenas, incluyendo gran parte de lo que actualmente es el sur de Indiana. El Tratado de San Luis de 1804 con el líder nativo Quashquame llevó a la entrega, por parte de los pueblos Sauk y Meskwaki, de gran parte del actual oeste de Illinois y partes de Misuri. Este tratado fue muy mal recibido por los Sauk, en especial por Halcón Negro. La firma del mismo fue la principal razón por la cual los Sauk se aliaron con el Reino Unido durante la guerra de 1812. Harrison pensó que con la firma del Tratado de Grouseland en 1805 apaciguaría a los indígenas, pero la tensión continuó vigente en el Territorio.

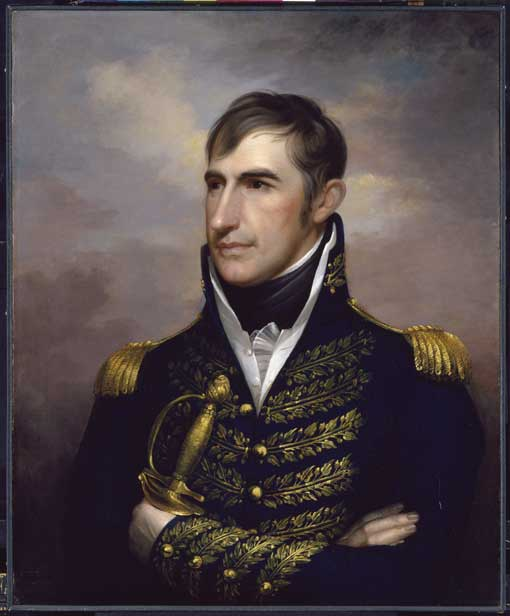
William Henry Harrison con ropaje militar durante la Guerra de 1812.

El Tratado de Fort Wayne de 1809 caldeó de nuevo los ánimos. Harrison compró a los Miami, quienes afirmaban ser los dueños de la tierra, más de dos millones y medio de acres de territorio habitado por los pueblos Shawnee, Kikapú, Wea y Piankeshaw. Harrison agilizó la compra ofreciendo grandes subsidios a las tribus y a sus líderes para así poder tener listo el tratado antes de que el presidente Jefferson dejara el poder y cambiara la administración. Los indígenas que vivían en el área estaban furiosos con el acuerdo e intentaron revocarlo de manera infructuosa.
En 1803, Harrison influyó al congreso a revocar el artículo 6 de la Ordenanza Noroeste, con el objetivo de permitir la esclavitud en el Territorio de Indiana. Harrison argumentó que la esclavitud era necesaria para hacer a la región más atractiva a los colonos haciendo al territorio más próspero económicamente. El congreso suspendió el artículo por diez años durante los cuales la región cubierta por la ordenanza obtuvo el derecho a determinar por sí misma el permitir o no la esclavitud. El mismo año, Harrison hizo que la legislatura territorial aprobara un sistema de trabajos forzados. Harrison intentó así legalizar la esclavitud de manera directa en 1805 y 1807; esto causó gran molestia en el Territorio. Cuando en 1809 la legislatura fue elegida por voto popular por primera vez, Harrison se encontró con la victoria del partido abolicionista. La legislatura bloqueó todo plan en busca de la aprobación de la esclavitud en el Territorio, y revocó las leyes de trabajos forzados que Harrison logró implantar en 1803.
El presidente Jefferson, el principal autor de la Ordenanza Noroeste. Realizó un pacto secreto con James Lemen para derrotar al movimiento pro-esclavista liderado por Harrison. A pesar de poseer esclavos, Jefferson no deseaba que la esclavitud se expandiera al Territorio del Noroeste, ya que creía que la práctica debía terminar. Bajo el convenio Jefferson-Lemen, el presidente le donaba dinero a Lemen para que este fundará iglesias en Illinois e Indiana encargadas de detener al movimiento pro-esclavista. En indiana, la fundación de una iglesia antiesclavista llevó a los ciudadanos a firmar una petición y a organizarse políticamente para derrotar los esfuerzos por legalizar la esclavitud de Harrison. Jefferson y Lemen fueron vitales en la derrota de los intentos de Harrison, en 1805 y 1807, en busca de alcanzar la aprobación de la esclavitud en el Territorio.

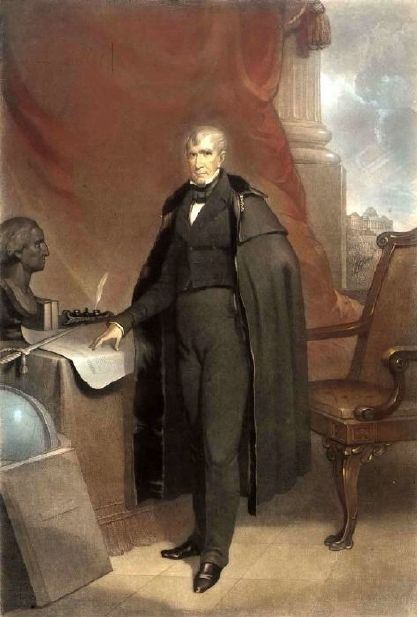
Retrato de William Henry Harrison.

Su experiencia anterior en política se inicia como gobernador del territorio de Indiana, antes de ser un estado, y posteriormente continúa como Congresista y senador por el estado de Ohio. Harrison había conseguido fama en todo el país como héroe de guerra por su participación en la batalla de Tippecanoe en 1811, en la que tropas estadounidenses habían derrotado a una confederación de indios dirigida por Tenskwatawa. Tras esta batalla recibió el apodo de "Tippecanoe" u "Old Tippecanoe".
Luego fue elegido Representante (diputado) por el 1.º Distrito congresional del Estado de Ohio a la Cámara de Representantes del Congreso de los Estados Unidos (un escaño que estaba vacante por la renuncia de su anterior titular John McLean) como candidato del Partido Demócrata-Republicano de los Estados Unidos; él tomó posesión del cargo el 8 de octubre de 1816 y permaneció en el mismo hasta el 3 de marzo de 1819.
En 1824 Harrison fue elegido por la Asamblea General de Ohio (Asamblea Legislativa estatal o regional) como senador por Ohio al Senado de los Estados Unidos; tomó posesión el 4 de marzo de 1825 y estuvo en el cargo hasta el 20 de mayo de 1828. Para aquella época Harrison era miembro del Partido Nacional-Republicano, surgido de la división y desintegración del Partido Demócrata-Republicano.

### Embajador en la Gran Colombia
Designado como ministro plenipotenciario de los Estados Unidos en la Gran Colombia, Harrison dimitió del Congreso  y llegó a Santa Fe de Bogotá el 22 de diciembre de 1828. En su primer informe a la Secretaría de Estado declara que el país estaba al borde de la anarquía y que el presidente Simón Bolívar estaba a punto de convertirse en un dictador. Harrison critica a Bolívar, indicando que «... el más fuerte de todos los gobiernos es el que ofrece más libertad». Hizo un llamado a Bolívar para fomentar el desarrollo de una democracia representativa. En respuesta, Bolívar escribió: «Los Estados Unidos parecen destinados por la Providencia a plagar la América de tormentos en nombre de la libertad», un sentimiento que alcanzó la fama en América Latina. Cuando la nueva administración del presidente Andrew Jackson asumió el poder en marzo de 1829, volvió a los Estados Unidos en junio de 1829.

### Llegada a la presidencia

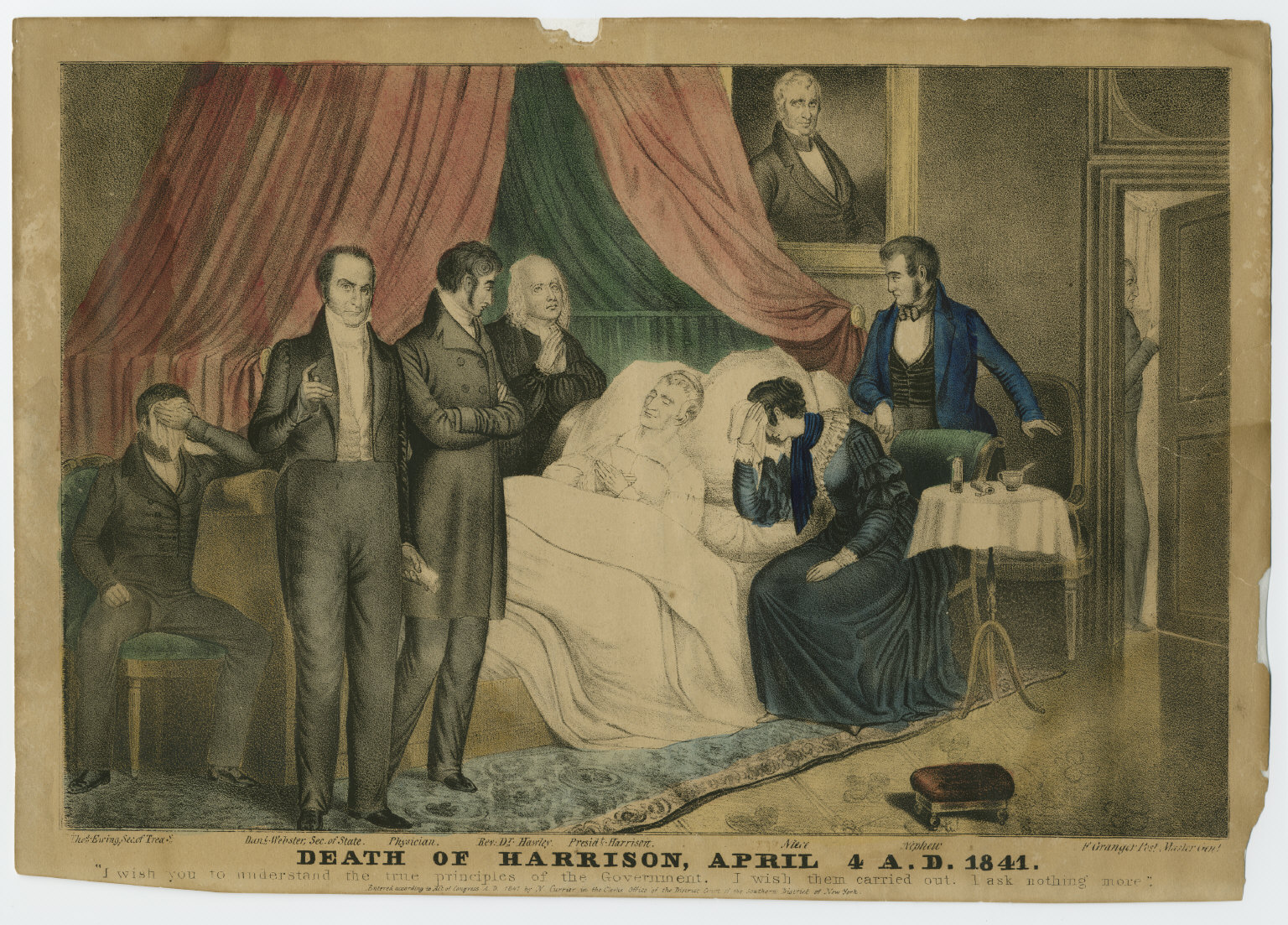
Muerte del presidente Harrison.

Ante la impopularidad del presidente Van Buren (que no terminaba de reconocer la independencia de Texas respecto a México), el Partido Whig recurrió a él como candidato presidencial debido a su aura de héroe de guerra, que fue insistentemente usada en una campaña electoral de gran proselitismo que le llevó a imponerse de forma contundente en las elecciones de 1840.
Al ser elegido presidente, contaba a la sazón 68 años, una edad solo superada por Ronald Reagan (quien fue elegido en 1980 a los 69 años), Donald Trump (elegido en 2016 a los 70 y en 2024 a los 78) y Joe Biden (elegido en 2020 a los 78). Sin embargo, al cabo de treinta y un días de haber jurado a su cargo, falleció, convirtiéndose así en el presidente de más breve mandato de toda la historia de su país. Al parecer, su estado de salud se resintió debido a que pronunció su discurso inaugural de más de dos horas (el más largo pronunciado en EE. UU.) en un día de temperaturas gélidas sin llevar el conveniente abrigo, lo cual le hizo sucumbir a una neumonía.
Fue también el primer presidente en fallecer durante el ejercicio de su gobierno. Su muerte marcó el declive de los whig, ya que su vicepresidente y sucesor, John Tyler, tenía unas posiciones e ideas políticas diferentes de las de los líderes del partido, Clay y Webster. Estas divergencias ideológicas trajeron consigo serios choques y provocaron la ruptura entre el presidente y su grupo. Fue abuelo paterno del también presidente Benjamin Harrison.